# Niel (Kranenburg)

Lage von Niel in Kranenburg

Niel ist ein Ortsteil der Gemeinde Kranenburg. Es liegt am unteren Niederrhein im Kreis Kleve.

## Geschichte

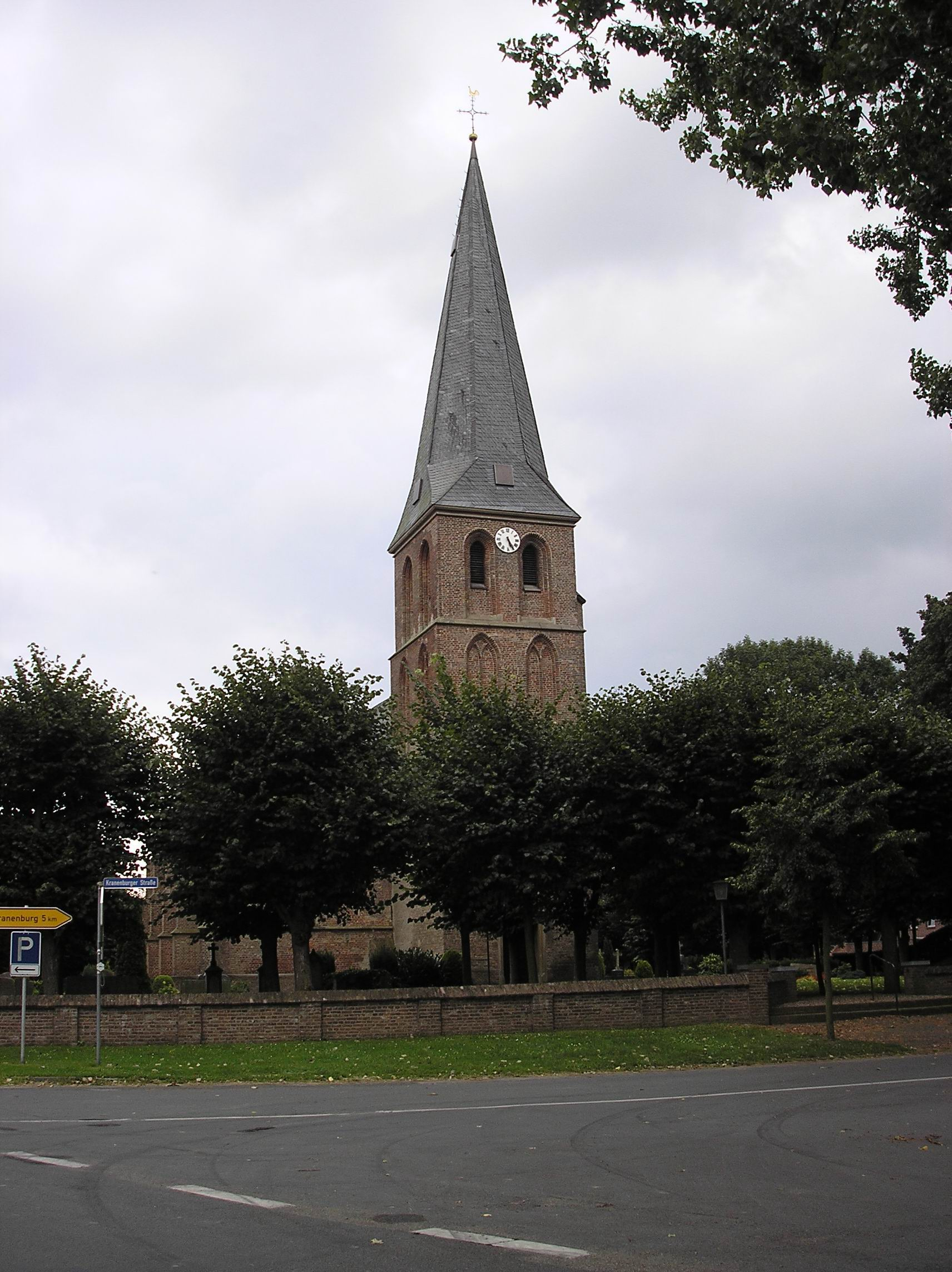
Kirche St. Bonifatius in Niel

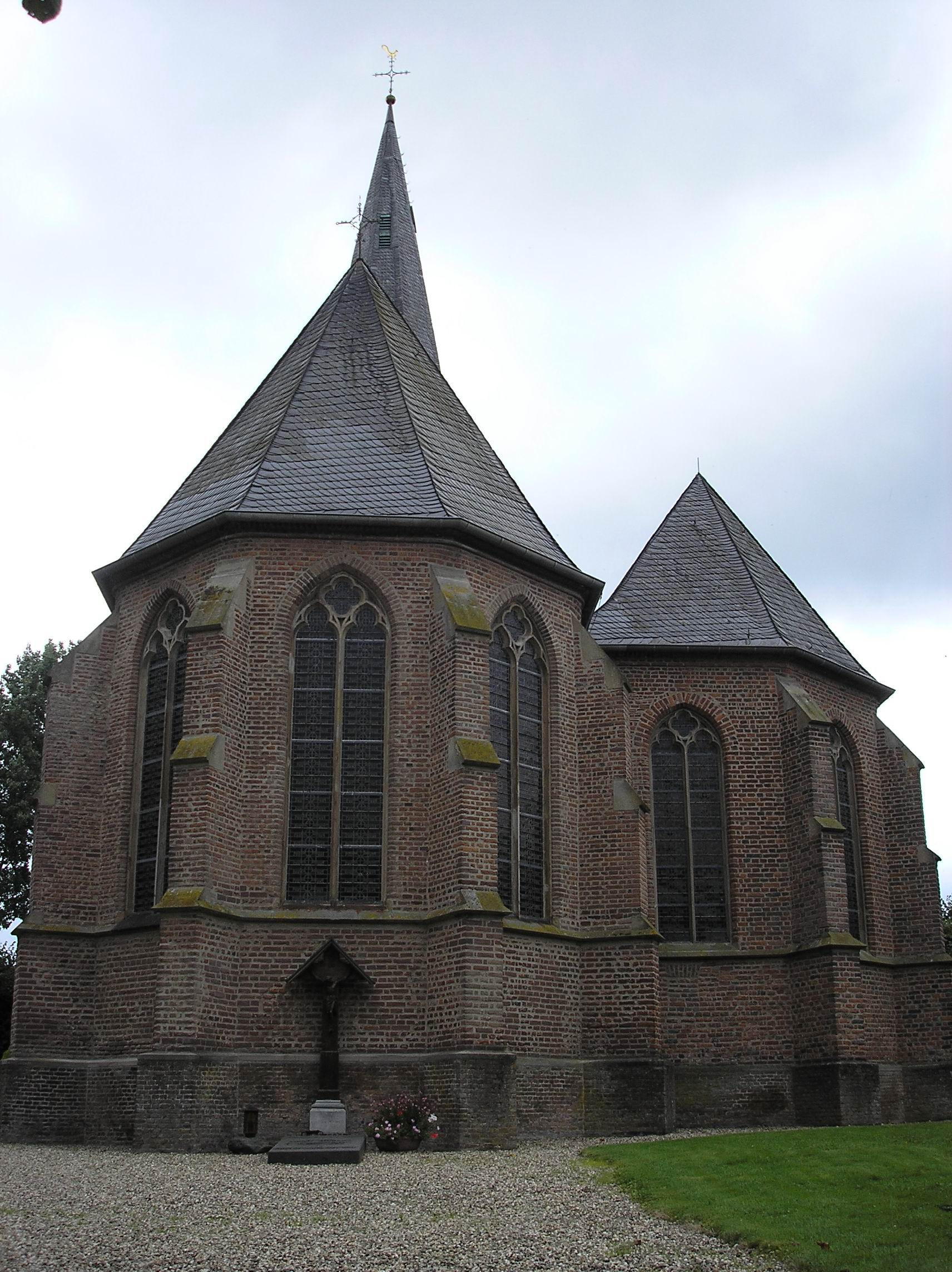
Kirche St. Bonifatius in Niel von Osten

Niel wird erstmals 891/92 durch einen Eintrag einer Schenkung an das Kloster Lorsch im Codex Laureshamensis erwähnt. Der Ort gehörte im Mittelalter und in der Frühen Neuzeit zum Amt Düffel; er bildete mit Mehr einen gemeinsamen Gerichtsbezirk.
Spätestens im 13. Jahrhundert war Niel Sitz einer Pfarre (St. Bonifatius). Die heutige gotische Pfarrkirche stammt vermutlich aus dem 15. Jahrhundert; sie birgt ein Taufbecken aus der ersten Hälfte des 13. Jahrhunderts. In der zweiten Hälfte des 15. Jahrhunderts war der geldrische Geschichtsschreiber Wilhelm van Berchem Pfarrer von Niel. Seit 2005 bildet es als selbständige Pfarrgemeinde zusammen mit St. Peter und Paul Kranenburg, St. Johannes Baptist Wyler und St. Martin Zyfflich eine Seelsorgeeinheit.
Im nahe gelegenen Reichswald und im Umfeld des heutigen Ortes fand im Frühjahr 1945 die sogenannte Schlacht im Reichswald statt. Dabei wurde der Ort schwer beschädigt.
Am 1. Juli 1969 wurde Niel nach Kranenburg eingemeindet. Mit den nur 222 Einwohnern gehört es zu den Dörfern, die ihren ursprünglichen Charakter über das 20. Jahrhundert hinweg am meisten bewahrt haben.